# Бархатная бензопила
«Бархатная бензопила» (англ. Velvet Buzzsaw) — американский сатирический фильм ужасов режиссёра и сценариста Дэна Гилроя. Главные роли исполнили Джейк Джилленхол, Рене Руссо, Тони Коллетт, Зави Эштон, Том Старридж, Наталия Дайер, Давид Диггз, Билли Магнуссен и Джон Малкович.
Премьера фильма состоялась на кинофестивале «Сандэнс» 27 января 2019 года. Его выход на Netflix состоялся  1 февраля 2019.

## Сюжет
Владелица арт-галереи Родора Хейз при содействии эксперта в области искусств Морфа Вандеволта начинают продажу картин, найденных в квартире мёртвого неизвестного художника. Однако вскоре сверхъестественная сила картин начинает мстить тем, чья алчность встала на пути к искусству.

## В ролях
- Джейк Джилленхол — Морф Вандеволт
- Рене Руссо — Родора Хейз
- Тони Коллетт — Гретхен
- Зави Эштон — Джозефина
- Том Старридж — Джон Дондон
- Наталия Дайер — Коко
- Давид Диггз — Дамиш
- Билли Магнуссен — Брайсон
- Джон Малкович — Пирс

## Производство
В июне 2017 года было объявлено, что Джейк Джилленхол и Рене Руссо исполнят главные роли в безымянном фильме Дэна Гилроя, дистрибуцией которого займётся компания Netflix. В январе 2018 года было объявлено, что фильм получил название «Бархатная бензопила». В марте 2018 года к актёрскому составу присоединились Зави Эштон, Наталия Дайер, Давид Диггз, Тони Коллетт, Джон Малкович и Билли Магнуссен.

## Релиз
Мировая премьера фильма состоялась на кинофестивале «Сандэнс» 27 января 2019 года. Премьера на Netflix состоялась 1 февраля 2019 с ограниченным прокатом на территории США.

## Отзывы
В образе умершего художника, в квартире которого были найдены тысячи рисунков, критики усматривали отражение судьбы Генри Дарджера.